# Гиндос, Дани
Даниэль «Дани» Гиндос Лопес (исп. Daniel "Dani" Guindos López; род. 19 апреля 1984 года, Хихон) — испанский футбольный тренер.

## Карьера
Воспитанник академии хихонского «Спортинга». В раннем возрасте начал тренерскую карьеру. Работал с юниорами «Атлетико Мадрид» и «Реал Мадрид». Во время работы в «королевском клубе» ему удалось написать книгу «Методология построения игровой модели». В качестве наставника проработал один сезон во второй команде «Алькорона».
В октябре 2019 года Гиндос возглавил сборную Экваториальной Гвинеи, став самым молодым тренером национальной команды в мире. Однако уже через месяц испанец был отправлен в отставку. После из африканского континента Гиндос пополнил штаб Роберта Морено в «Монако». На данный момент входит в штаб другого соотечественника Сеска Фабрегаса в итальянском «Комо».